# Harry Eden
Harry Eden (nacido el 1 de marzo de 1990) es un actor Inglés que ganó el Premio Británico de Cine Independiente en 2003 para el recién llegado más prometedor por su papel en la película Pure. Eden nació en Old Harlow, Essex. Asistió a la Sylvia Young Theatre School. Interpretó a Presuntuoso en la película de 2003 Peter Pan, y a Truan en Oliver Twist (2005) de Roman Polanski.
 Dijo que prefiere actuar en un papel difícil y que no le gustaría ser Harry Potter, a pesar de que ama las películas. Al igual que un buen actor, Eden es también un entusiasta del golf. En una entrevista por radio para la BBC expresó su interés en jugar golf profesionalmente.
- Datos: Q1381957